# Хири-моту
Хири-моту («полицейский моту», «пиджин моту») — один из официальных языков Папуа — Новой Гвинеи (наряду с английским и ток-писином).
Пиджин, основанный в основном на океанийском языке моту. Из-за фонологических и грамматических отличий говорящие на моту не понимают хири-моту, несмотря на то, что языки имеют до 90 % общей лексики.

## Диалекты
Хири-моту имеет два диалекта — австронезийский и папуасский, которые названы по родным языкам тех, кто пользуется этим пиджином.
Папуасский (или «нецентральный») диалект в период расцвета хири-моту был наиболее широко распространен и использовался в качестве стандартного в официальных публикациях. В то же время, австронезийский диалект («центральный») ближе к языку моту в грамматике и фонологии, его лексика богаче и ближе к языку-предку. Благодаря этому, он имел более высокий статус, и практически всеми носителями считался более «правильным».

## История
Хири-моту возник задолго до первых контактов моту с европейцами. Изначально он использовался в торговых экспедициях («хири»), имевших целью торговый обмен — главным образом, саго и глиняной посудой — между племенем моту и соседними племенами юго-восточного побережья острова Новая Гвинея.
В ранний колониальный период использование хири-моту Королевской Полицией Папуа привело к увеличению его популярности (отсюда название «полицейский моту»).
До конца Второй мировой войны ток-писин не был распространен в Новой Гвинее южнее хребта Оуэн-Стэнли, и к началу 60-х годов хири-моту достиг, вероятно, пика популярности, став лингва-франка для значительной части страны. Он был родным для людей, чьи родители происходили из разных языковых групп. Однако уже с начала 70-х годов хири-моту начал сдавать позиции в качестве повседневного лингва-франка, и началось постепенное вытеснение его ток-писином.
В настоящее время носители языка зачастую относятся к старшему поколению, и проживают в основном в Центральной провинции и провинции Галф. Общее снижение популярности хири-моту привело к тому, что молодые носители языка-предка (собственно моту) часто незнакомы с хири-моту, и лишь немногие из них хорошо понимают или говорят на нём — один или два поколения назад ситуация была иной.